# Lacul Mahala
Lacul Mahala (în ucraineană Магалевське) este un liman sărat format pe malul Mării Negre, în sudul Basarabiei. Suprafața lacului se află pe teritoriul Raionului Tatarbunar, la vest de Lacul Șagani. 
Bazinul lacului este de formă alungită. Suprafața sa este de 0.76 km². Lacul se află pe malul vestic al Limanului Șagani, fiind separat de acesta printr-o barieră îngustă de nisip. Pe malul nord-vestic se află satul Trihat.
Lacul Mahala face parte din Parcul Natural Național "Limanele Tuzlei". 